# Harlem Italiano

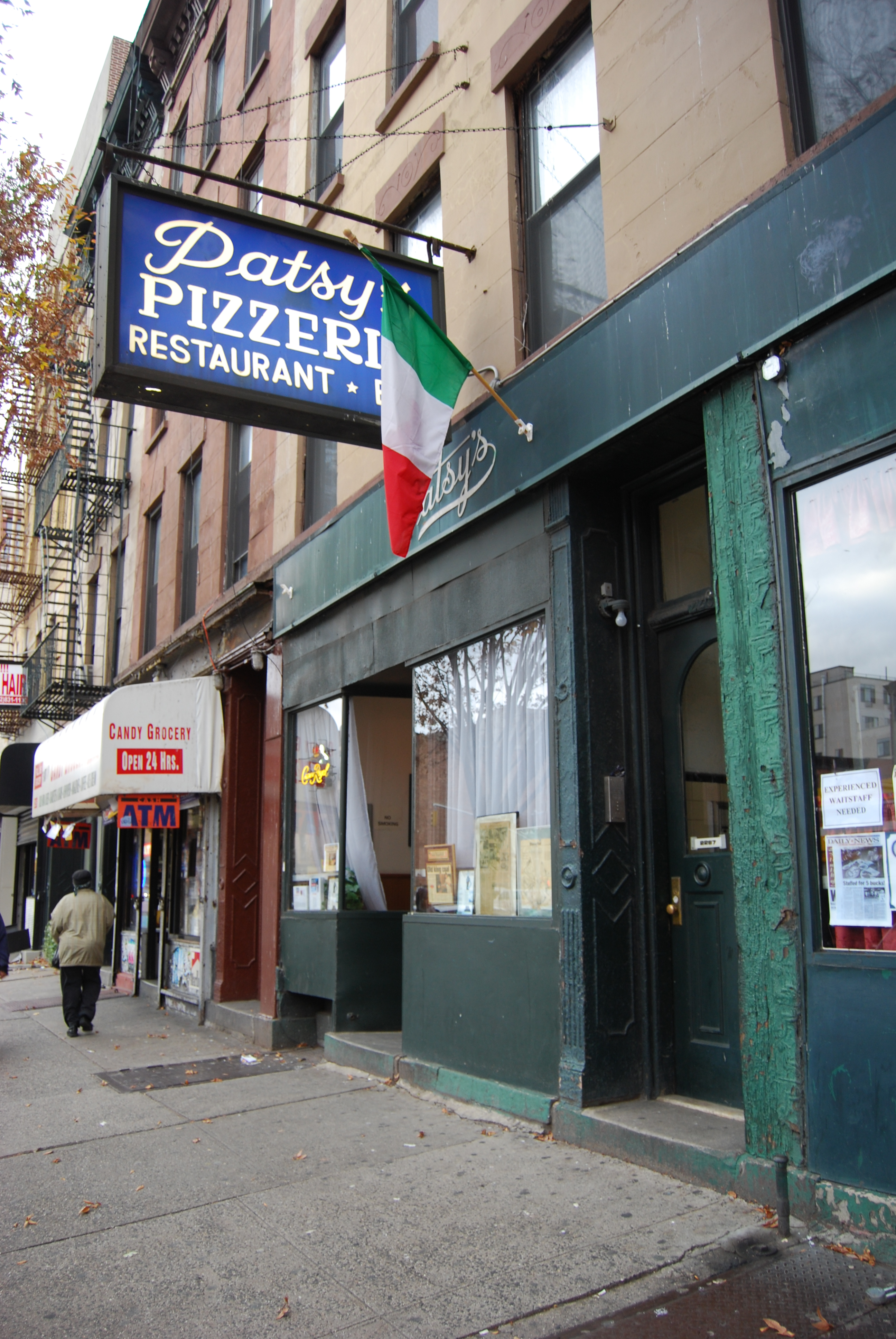
The Patsy's Pizzeria um dos vestígios da ocupação italiana no bairro.

Harlem Italiano (do inglês Italian Harlem) era a parte leste do Harlem (East Harlem), quando esta foi habitada majoritariamente por imigrantes italianos durante o final do século XIX e início do século XX. Na época, foi o primeiro bairro da cidade de Nova Iorque a ser conhecido como Little Italy (do português Pequena Itália). A área teve uma relevante população de ítalo-americanos até o fim da década de 1970, especialmente ao longo da Pleasant Avenue. No seu auge, durante as décadas de 1920 e 1930, havia cerca de 110 mil habitantes italianos ou ítalo-americanos vivendo abarrotados nos pequenos apartamentos do bairro. Acompanhando o fenômeno demográfico conhecido como fuga branca, quase todos os antigos habitantes italianos do bairro mudaram-se para regiões do subúrbio de Nova Iorque, Staten Island ou cidades do interior. Segundo um censo de 2000, cerca de 1.000 ítalo americanos ainda habitavam nessa área, mais precisamente ao longo da Pleasant Avenue e de suas ruas perpendiculares 114th à 118th.
Hoje, sua população é composta majoritariamente por latino-americanos e afro-americanos, totalizando 117.000 habitantes. O East Harlem é hoje o bairro com o mais alto índice de criminalidade da cidade de Nova Iorque.
O ator Al Pacino (de ascendência italiana), nasceu no bairro, mas mudou-se ainda criança para o Bronx.

## Relacionados
- Little Italy.